# Christoffer Wilhelm Eckersberg
Christoffer Wilhelm Eckersberg (2. ledna 1783 Blåkrog — 22. července 1853 Kodaň) byl dánský malíř a výtvarný pedagog, představitel generace Dánského zlatého věku (Den danske guldalder).
Narodil se v rodině malíře a tesaře ve vesnici Blåkrog na jihu Jutska. Jeho učiteli byli kostelní malíři Jes Jessen v Aabenraa a Josiah Jacob Jessen ve Flensburgu, v roce 1803 obdržel stipendium a začal studovat na kodaňské akademii. V roce 1809 obdržel zlatou medaili akademie, poté odjel na studijní cestu po Evropě, v Paříži byl žákem Jacquese-Louise Davida, velký vliv na něj měla návštěva Říma. Po návratu do Dánska byl roku 1818 jmenován profesorem kodaňské akademie, mezi jeho žáky byli přední dánští malíři 19. století jako Christen Dalsgaard, Adam August Müller, Constantin Hansen nebo Wilhelm Marstrand. Napsal vědeckou práci o lineární perspektivě, zavedl pro studenty malování v plenéru. V roce 1829 obdržel řád Dannebrog.
Eckersberg se věnoval historickým a mytologickým námětům, je autorem výzdoby paláce Christiansborg. Od mládí byl milovníkem lodí a často maloval výjevy z námořnického života, byl také autorem četných krajinomaleb, vyznačujících se využitím zvláštního severského světla v jemných odstínech. Vzestup měšťanské vrstvy ho později vedl k orientaci na žánrové obrazy, často v dobovém duchu idylické (biedermeier).

## Dílo

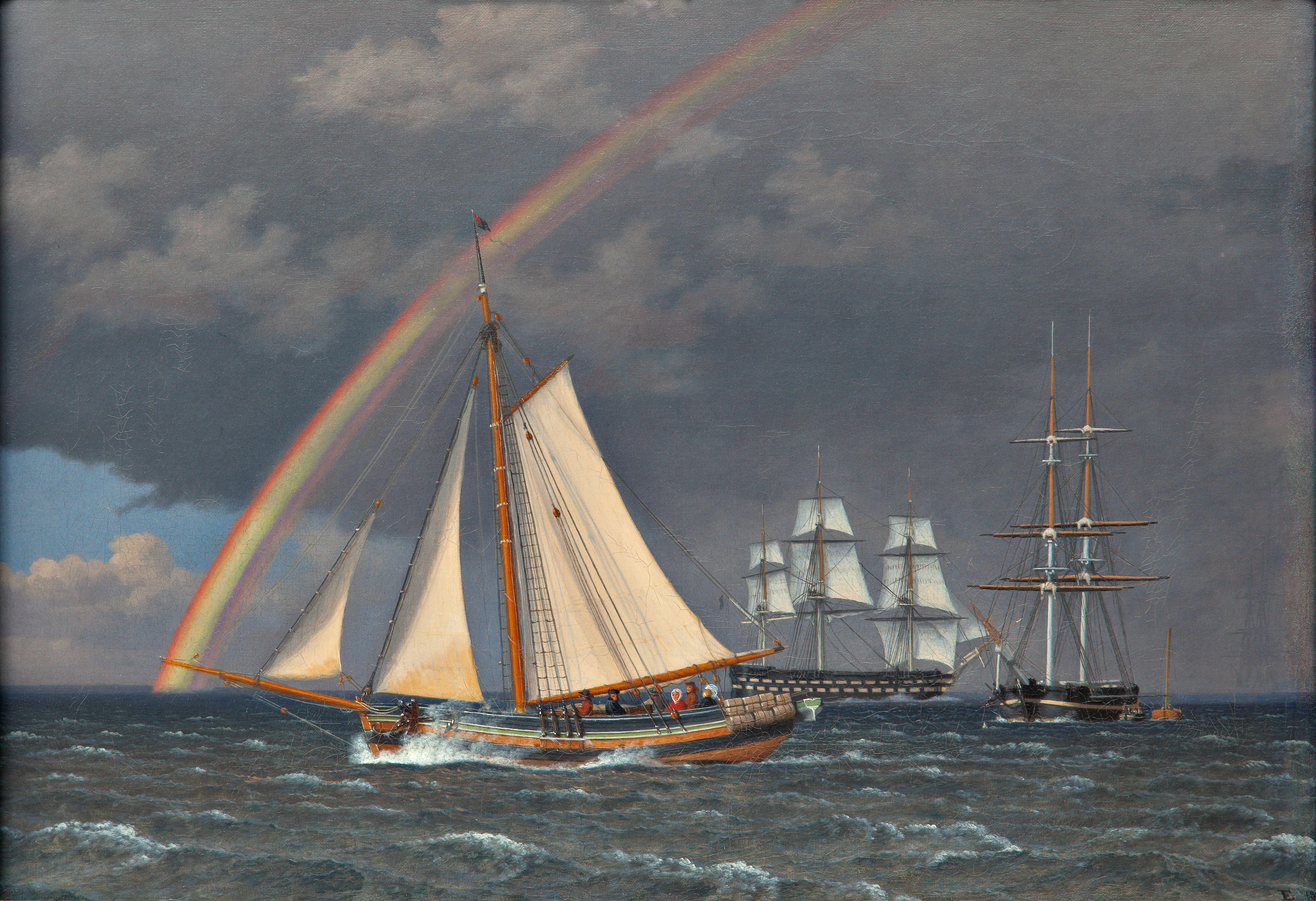
Duha nad mořem, 1836
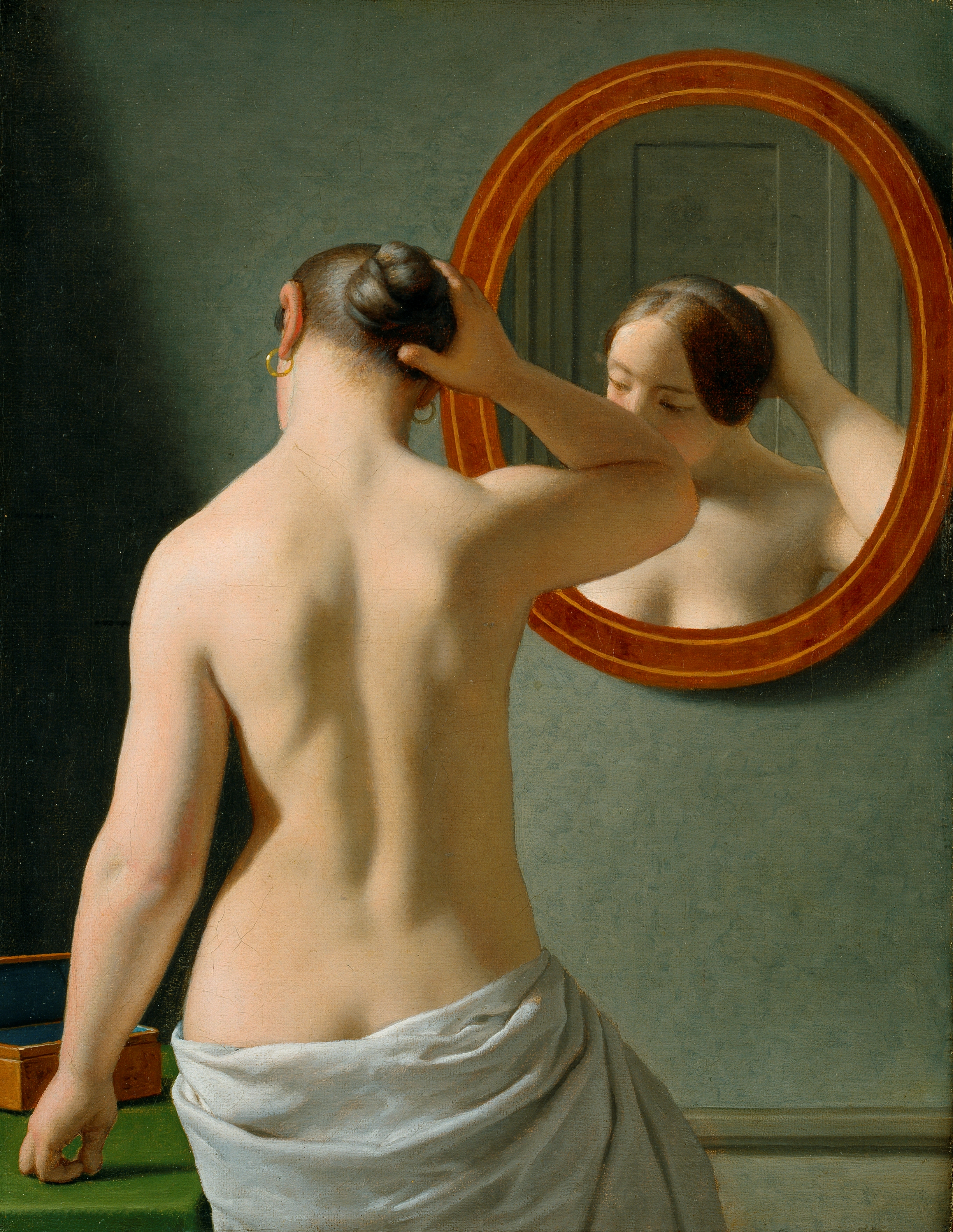
Nahá žena před zrcadlem, 1841
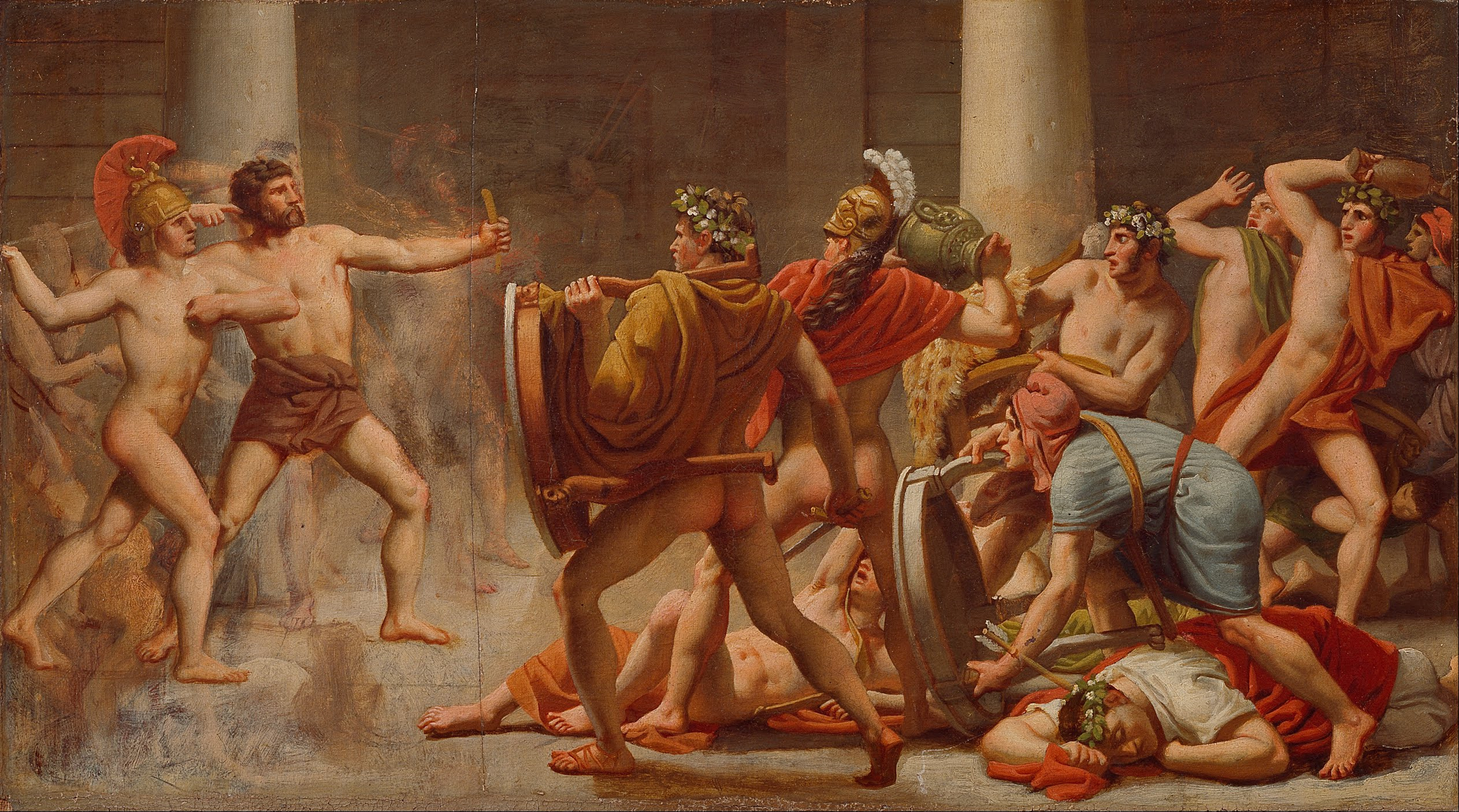
Odysseus trestá nápadníky Penelopy, 1814
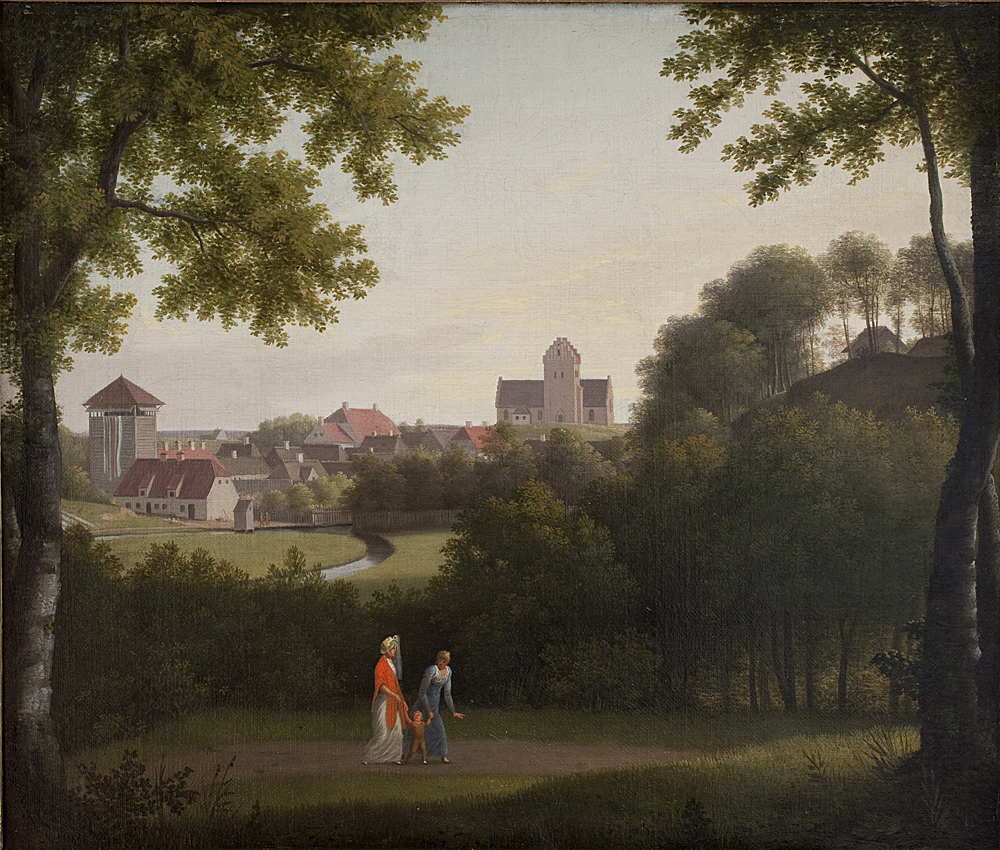
Pohled na Lyngby, 1810